# 부산교통공사 2000호대 전동차
부산교통공사 2000호대 전동차는 부산 도시철도 2호선에서 운행하기 위해 도입된 차량이다. 경·중검수 모두 2호선 호포차량기지에서 한다. 현재 총 6량 56개 편성(336량)이 운행 중이다.

## 기술 사양
차체는 STS301L 경량 고장력 스테인리스를 사용하고 있다. 특이한 점으로는 국내 최초로 스테인리스 차체이면서 외부 측면에 비드 (외벽에 三 모습으로 나 있는 주름)가 없는 상태로 제작된 열차란 점이다. 후에 이러한 공법은 서울교통공사 7000호대 전동차, 서울교통공사 8000호대 전동차 2차분, 서울교통공사 2000호대 VVVF 전동차 2차분, 부산교통공사 1000호대 전동차 2세대에도 적용이 됐다. 대차는 1차 지지부에 세브론 고무, 2차 지지부에 에어스프링을 사용한 볼스터 방식의 대차를 채용했다. 추진제어장치는 서울교통공사 4000호대 VVVF 전동차 중 2차분, 서울교통공사 7000호대 전동차, 서울교통공사 8000호대 전동차 중 1차분 등과 동일한 알스톰 GTO(4500V, 1150A, 3상 2레벨)를 사용한 VVVF 인버터이나, 201~219, 249~252편성은 히타치 기반 우진산전, 253~256편성은 다원시스에서 제작한 추진제어장치로 교체됐다. 신호 시스템은 봄바디어 사의 신호설비를 사용했고 ATP/ATO를 사용하여 ATC의 기능을 수행하고 있다. 또한 무인 운전도 가능하다.

## 배속
- 201~256편성: 호포차량기지, 6량

## 현재 운행구간
- ● 부산 도시철도 2호선 : 장산 - 양산

## 편성
1편성은 6량으로 구성되어 있다.

#### Unit 구조
3M3T 구조로, 1C4M(1개의 VVVF 제어장치가 견인전동기 4개를 일괄제어)방식이다.

#### 편성과 정보
- 부산교통공사에서는 M'객차를 M1, M 객차를 M2로 지칭하며, 하단에도 이를 적용하였다.

- C/I 추가설명

C/I는 컨버터/인버터 의 약자로 교직 전동차로 예를 들면 교류구간에서 전기를 먹고 (중간과정 생략) 컨버터는 교류를 직류로 변환한 다음 인버터가 직류를 교류로 변환한다. 그 교류로 유도전동기(견인전동기)를 돌리는데 비해, 직류가 흐르는 부산 2호선은 직류를 먹고 바로 인버터로 가면 된다. 교류로 작동되는 전동기이기 때문에(유도 전동기) 인버터에서 직류를 교류로 바꿔서 전동기가 구동된 것으로, 직류 전차선, 교류 전동기인 열차들은 컨버터가 없고 인버터만 있다.
|       | ◇◇              |                 |                 |                 |       |
| 20XX  | 21XX            | 26XX            | 27XX            | 28XX            | 29XX  |
| Tc    | M1              | T               | M1              | M2              | Tc    |
| ←양산 | ※XX는 편성 번호 | ※XX는 편성 번호 | ※XX는 편성 번호 | ※XX는 편성 번호 | 장산→ |

| 객차번호 | 구성                                       |
| -------- | ------------------------------------------ |
| 20XX     | TC1(SIV,공기압축기,축전지)                 |
| 21XX     | M1(팬터그래프,추진제어장치,견인전동기(TM)) |
| 26XX     | T1(무동력객차)                             |
| 27XX     | M1(팬터그래프,추진제어장치,견인전동기(TM)) |
| 28XX     | M2(추진제어장치, 견인전동기(TM))           |
| 29XX     | TC2(축전지,운전실,인버터)                  |

## 도입 과정
한국철도차량 및 한진중공업 공장에서 각각 차량을 트레일러에 실어서 호포차량기지로 운반했다.

### 1차분 (1997년9월~1998년3월)
- 호포차량기지 소속: 201~228편성(총 28개 편성)
- 제작사: 한진중공업

1999년 6월 30일 수요일 1단계 구간 (호포~서면) 개통 때 단계적으로 도입됐다. 노약자석을 포함해 측면 창문의 상부를 열고 닫을 수 있다. 차량 옆에 있는 차량 번호 표시가 녹색 글씨로 되어 있으나, 현재는 검은색 글씨로 변경됐다. SLS중공업에서 불연재로 개조됐다.
현재 201~219, 221편성의 추진제어장치가 알스톰 VVVF-GTO에서 우진산전 VVVF-IGBT로 교체됐다. 전력용 반도체 소자는 히타치의 3300V / 1500A (MBN1500E33E3)IGBT다. 2025년 2월 이후 1차분의 추진제어장치 구동음이 변경되었다. 한국철도공사 311000호대 • 312000호대 전동차 14차분~15차분의 비슷한 구동음이 나온다.
소프트웨어 갱신 날짜
- 2025년 2월: 201~219편성

- 2025년 3월: 221편성

### 2차분(2001년1월~2002년1월)
- 호포차량기지 소속: 229~256편성(총 28개 편성)
- 제작사: 한국철도차량

2001년~2002년, 2단계 구간 (서면~장산) 개통 때 순차적으로 도입되었다. 노약자석 쪽 창문의 상부는 열고 닫을 수 있지만, 나머지 좌석은 측면 창문이 통유리로 되어 있다. 차량 옆에 있는 차량 번호 표시가 검은색 글씨로 되어 있다. 현대로템 의왕공장, 창원공장에서 불연재로 개조됐다.
현재 253~256편성의 추진제어장치가 알스톰 VVVF-GTO에서 히타치 제작소와 기술 제휴로 국산화한 다원시스 VVVF-IGBT로 교체됐고 249~252편성의 추진제어장치가 알스톰 VVVF-GTO에서 우진산전 VVVF-IGBT로 교체됐다.

### 3차분(2026년~2027년예정)
- 호포차량기지 소속: W201~W228편성(총 28개 편성)
- 제작사: 우진산전
- 제어방식: VVVF-IGBT(도시바 PMSM)

### 2029년~2030년(총 28개 편성)
노후 차량 대차분으로 교체될 예정이다.

#### 테마 열차 운행
- 2014년 12월~2015년 1월 202편성 전동차, 216편성 전동차, 239편성 전동차, 251편성 전동차가 2015 눈꽃열차로 운행됐다.
- 2015년 8월 231편성 전동차와 246편성 전동차가 2015 바다열차로 운행됐다.
- 2015년 10월 234편성 전동차와 254편성 전동차가 부산경찰열차로 운행됐다.
- 2016년 10월 245편성 전동차가 부산경찰열차로 운행됐다.
- 2016년 11월 17일부터 12월 9일까지 245편성 전동차와 244편성 전동차가 2016 지스타 테마열차로 운행됐다.

## 1세대분
현재 운행 중인 차량은 굵은 글씨로 표시했다.
| 차호     | 도입 시기 | 운행 중단 시기 | 비고 |
| -------- | --------- | -------------- | --- |
| 201 편성 | 1997년    | 운행 중        | 추진제어장치가 알스톰 GTO에서 우진산전 IGBT로 교체됐다. 2025년 2월부터 1차분의 추진제어장치 소프트웨어 갱신 작업이 시작됐다. |
| 202 편성 | 1998년    | 운행 중        | 추진제어장치가 알스톰 GTO에서 우진산전 IGBT로 교체됐다. 2025년 2월부터 1차분의 추진제어장치 소프트웨어 갱신 작업이 시작됐다. |
| 203 편성 | 1998년    | 운행 중        | 추진제어장치가 알스톰 GTO에서 우진산전 IGBT로 교체됐다. 2025년 2월부터 1차분의 추진제어장치 소프트웨어 갱신 작업이 시작됐다. |
| 204 편성 | 1998년    | 운행 중        | 추진제어장치가 알스톰 GTO에서 우진산전 IGBT로 교체됐다. 2025년 2월부터 1차분의 추진제어장치 소프트웨어 갱신 작업이 시작됐다. |
| 205 편성 | 1998년    | 운행 중        | 추진제어장치가 알스톰 GTO에서 우진산전 IGBT로 교체됐다. 2025년 2월부터 1차분의 추진제어장치 소프트웨어 갱신 작업이 시작됐다. |
| 206 편성 | 1998년    | 운행 중        | 추진제어장치가 알스톰 GTO에서 우진산전 IGBT로 교체됐다. 2025년 2월부터 1차분의 추진제어장치 소프트웨어 갱신 작업이 시작됐다. |
| 207 편성 | 1998년    | 운행 중        | 추진제어장치가 알스톰 GTO에서 우진산전 IGBT로 교체됐다. 2025년 2월부터 1차분의 추진제어장치 소프트웨어 갱신 작업이 시작됐다. |
| 208 편성 | 1998년    | 운행 중        | 추진제어장치가 알스톰 GTO에서 우진산전 IGBT로 교체됐다. 2025년 2월부터 1차분의 추진제어장치 소프트웨어 갱신 작업이 시작됐다. |
| 209 편성 | 1998년    | 운행 중        | 추진제어장치가 알스톰 GTO에서 우진산전 IGBT로 교체됐다. 2025년 2월부터 1차분의 추진제어장치 소프트웨어 갱신 작업이 시작됐다. |
| 210 편성 | 1998년    | 운행 중        | 추진제어장치가 알스톰 GTO에서 우진산전 IGBT로 교체됐다. 2025년 2월부터 1차분의 추진제어장치 소프트웨어 갱신 작업이 시작됐다. |
| 211 편성 | 1998년    | 운행 중        | 추진제어장치가 알스톰 GTO에서 우진산전 IGBT로 교체됐다. 2025년 2월부터 1차분의 추진제어장치 소프트웨어 갱신 작업이 시작됐다. |
| 212 편성 | 1998년    | 운행 중        | 추진제어장치가 알스톰 GTO에서 우진산전 IGBT로 교체됐다. 2025년 2월부터 1차분의 추진제어장치 소프트웨어 갱신 작업이 시작됐다. |
| 213 편성 | 1998년    | 운행 중        | 추진제어장치가 알스톰 GTO에서 우진산전 IGBT로 교체됐다. 2025년 2월부터 1차분의 추진제어장치 소프트웨어 갱신 작업이 시작됐다. |
| 214 편성 | 1998년    | 운행 중        | 추진제어장치가 알스톰 GTO에서 우진산전 IGBT로 교체됐다. 2025년 2월부터 1차분의 추진제어장치 소프트웨어 갱신 작업이 시작됐다. |
| 215 편성 | 1998년    | 운행 중        | 추진제어장치가 알스톰 GTO에서 우진산전 IGBT로 교체됐다. 2025년 2월부터 1차분의 추진제어장치 소프트웨어 갱신 작업이 시작됐다. |
| 216 편성 | 1998년    | 운행 중        | 추진제어장치가 알스톰 GTO에서 우진산전 IGBT로 교체됐다. 2025년 2월부터 1차분의 추진제어장치 소프트웨어 갱신 작업이 시작됐다. |
| 217 편성 | 1998년    | 운행 중        | 추진제어장치가 알스톰 GTO에서 우진산전 IGBT로 교체됐다. 2025년 2월부터 1차분의 추진제어장치 소프트웨어 갱신 작업이 시작됐다. |
| 218 편성 | 1998년    | 운행 중        | 추진제어장치가 알스톰 GTO에서 우진산전 IGBT로 교체됐다. 2025년 2월부터 1차분의 추진제어장치 소프트웨어 갱신 작업이 시작됐다. |
| 219 편성 | 1998년    | 운행 중        | 추진제어장치가 알스톰 GTO에서 우진산전 IGBT로 교체됐다. 2025년 2월부터 1차분의 추진제어장치 소프트웨어 갱신 작업이 시작됐다. |
| 220 편성 | 1998년    | 운행 중        | |
| 221 편성 | 1998년    | 운행 중        | 추진제어장치가 알스톰 GTO에서 우진산전 IGBT로 교체됐다.                                                                      |
| 222 편성 | 1998년    | 운행 중        | |
| 223 편성 | 1998년    | 운행 중        | |
| 224 편성 | 1998년    | 운행 중        | |
| 225 편성 | 1999년    | 운행 중        | |
| 226 편성 | 1999년    | 운행 중        | |
| 227 편성 | 1999년    | 운행 중        | 2022년 구명역에 탈선사고 복구 후 운행 중이다.                                                                                |
| 228 편성 | 1999년    | 운행 중        | |
| 229 편성 | 2001년    | 운행 중        | |
| 230 편성 | 2001년    | 운행 중        | |
| 231 편성 | 2001년    | 운행 중        | |
| 232 편성 | 2001년    | 운행 중        | |
| 233 편성 | 2001년    | 운행 중        | |
| 234 편성 | 2001년    | 운행 중        | |
| 235 편성 | 2001년    | 운행 중        | |
| 236 편성 | 2001년    | 운행 중        | |
| 237 편성 | 2001년    | 운행 중        | |
| 238 편성 | 2001년    | 운행 중        | |
| 239 편성 | 2001년    | 운행 중        | |
| 240 편성 | 2001년    | 운행 중        | |
| 241 편성 | 2001년    | 운행 중        | |
| 242 편성 | 2001년    | 운행 중        | 출입문 구동방식이 기존 공기 압축식에서 스크류 모터 구동식으로 개조됐다.                                                      |
| 243 편성 | 2001년    | 운행 중        | |
| 244 편성 | 2001년    | 운행 중        | |
| 245 편성 | 2002년    | 운행 중        | |
| 246 편성 | 2002년    | 운행 중        | |
| 247 편성 | 2002년    | 운행 중        | |
| 248 편성 | 2002년    | 운행 중        | |
| 249 편성 | 2002년    | 운행 중        | 추진제어장치가 알스톰 GTO에서 우진산전 IGBT로 교체됐다.                                                                      |
| 250 편성 | 2002년    | 운행 중        | 추진제어장치가 알스톰 GTO에서 우진산전 IGBT로 교체됐다.                                                                      |
| 251 편성 | 2002년    | 운행 중        | 추진제어장치가 알스톰 GTO에서 우진산전 IGBT로 교체됐다.                                                                      |
| 252 편성 | 2002년    | 운행 중        | 추진제어장치가 알스톰 GTO에서 우진산전 IGBT로 교체됐다.                                                                      |
| 253 편성 | 2002년    | 운행 중        | 추진제어장치가 알스톰 GTO에서 다원시스 IGBT로 교체됐다.                                                                      |
| 254 편성 | 2002년    | 운행 중        | 추진제어장치가 알스톰 GTO에서 다원시스 IGBT로 교체됐다.                                                                      |
| 255 편성 | 2002년    | 운행 중        | 추진제어장치가 알스톰 GTO에서 다원시스 IGBT로 교체됐다.                                                                      |
| 256 편성 | 2002년    | 운행 중        | 추진제어장치가 알스톰 GTO에서 다원시스 IGBT로 교체됐다.                                                                      |

## 2세대분
| 차호     | 도입 시기            | 운행 중단 시기 | 비고 |
| -------- | -------------------- | -------------- | ---- |
| 201 편성 | 2026년 ~ 2027년 예정 | 제작 예정      |      |
| 202 편성 | 2026년 ~ 2027년 예정 | 제작 예정      |      |
| 203 편성 | 2026년 ~ 2027년 예정 | 제작 예정      |      |
| 204 편성 | 2026년 ~ 2027년 예정 | 제작 예정      |      |
| 205 편성 | 2026년 ~ 2027년 예정 | 제작 예정      |      |
| 206 편성 | 2026년 ~ 2027년 예정 | 제작 예정      |      |
| 207 편성 | 2026년 ~ 2027년 예정 | 제작 예정      |      |
| 208 편성 | 2026년 ~ 2027년 예정 | 제작 예정      |      |
| 209 편성 | 2026년 ~ 2027년 예정 | 제작 예정      |      |
| 210 편성 | 2026년 ~ 2027년 예정 | 제작 예정      |      |
| 211 편성 | 2026년 ~ 2027년 예정 | 제작 예정      |      |
| 212 편성 | 2026년 ~ 2027년 예정 | 제작 예정      |      |
| 213 편성 | 2026년 ~ 2027년 예정 | 제작 예정      |      |
| 214 편성 | 2026년 ~ 2027년 예정 | 제작 예정      |      |
| 215 편성 | 2026년 ~ 2027년 예정 | 제작 예정      |      |
| 216 편성 | 2026년 ~ 2027년 예정 | 제작 예정      |      |
| 217 편성 | 2026년 ~ 2027년 예정 | 제작 예정      |      |
| 218 편성 | 2026년 ~ 2027년 예정 | 제작 예정      |      |
| 219 편성 | 2026년 ~ 2027년 예정 | 제작 예정      |      |
| 220 편성 | 2026년 ~ 2027년 예정 | 제작 예정      |      |
| 221 편성 | 2026년 ~ 2027년 예정 | 제작 예정      |      |
| 222 편성 | 2026년 ~ 2027년 예정 | 제작 예정      |      |
| 223 편성 | 2026년 ~ 2027년 예정 | 제작 예정      |      |
| 224 편성 | 2026년 ~ 2027년 예정 | 제작 예정      |      |
| 225 편성 | 2026년 ~ 2027년 예정 | 제작 예정      |      |
| 226 편성 | 2026년 ~ 2027년 예정 | 제작 예정      |      |
| 227 편성 | 2026년 ~ 2027년 예정 | 제작 예정      |      |
| 228 편성 | 2026년 ~ 2027년 예정 | 제작 예정      |      |
| 229 편성 | 2029년 예정          | 도입 예정      |      |
| 230 편성 | 2029년 예정          | 도입 예정      |      |
| 231 편성 | 2029년 예정          | 도입 예정      |      |
| 232 편성 | 2029년 예정          | 도입 예정      |      |
| 233 편성 | 2029년 예정          | 도입 예정      |      |
| 234 편성 | 2029년 예정          | 도입 예정      |      |
| 235 편성 | 2029년 예정          | 도입 예정      |      |
| 236 편성 | 2029년 예정          | 도입 예정      |      |
| 237 편성 | 2029년 예정          | 도입 예정      |      |
| 238 편성 | 2029년 예정          | 도입 예정      |      |
| 239 편성 | 2029년 예정          | 도입 예정      |      |
| 240 편성 | 2029년 예정          | 도입 예정      |      |
| 241 편성 | 2029년 예정          | 도입 예정      |      |
| 242 편성 | 2029년 예정          | 도입 예정      |      |
| 243 편성 | 2029년 예정          | 도입 예정      |      |
| 244 편성 | 2029년 예정          | 도입 예정      |      |
| 245 편성 | 2030년 예정          | 도입 예정      |      |
| 246 편성 | 2030년 예정          | 도입 예정      |      |
| 247 편성 | 2030년 예정          | 도입 예정      |      |
| 248 편성 | 2030년 예정          | 도입 예정      |      |
| 249 편성 | 2030년 예정          | 도입 예정      |      |
| 250 편성 | 2030년 예정          | 도입 예정      |      |
| 251 편성 | 2030년 예정          | 도입 예정      |      |
| 252 편성 | 2030년 예정          | 도입 예정      |      |
| 253 편성 | 2030년 예정          | 도입 예정      |      |
| 254 편성 | 2030년 예정          | 도입 예정      |      |
| 255 편성 | 2030년 예정          | 도입 예정      |      |
| 256 편성 | 2030년 예정          | 도입 예정      |      |

## 소음 문제
부산 도시철도 2호선은 개통되기 전에도 소음으로 인한 문제와 이에 대한 논란이 있는데, 그 이유는 다음과 같다.
- 이 전동차의 대차는 1차 지지부에 세브론 고무, 2차 지지부에 에어스프링을 사용하는 볼스터 방식이다. 세브론 고무 방식 대차의 경우 차륜의 사행동에 의한 소음을 고려해야 하지만, 설계 당시 이를 고려하지 않았다. 이는 서울 지하철 5호선의 서울교통공사 5000호대 전동차도 비슷하게 겪고 있는 문제였다.

- 설계 당시 지하 구간에서 자갈 대신 콘크리트 도상을 사용한 것도 소음 문제의 원인이다. 게다가 2호선의 지상 구간은 양산선 및 호포~동원 구간 뿐이고, 나머지 대부분의 구간은 지하로 주행한다. 자갈 도상은 호포~동원 구간에 불과하다. 자갈 도상의 경우 자갈 사이의 빈 공간을 통해 소음을 흡수할 수 있지만, 콘크리트 도상은 소음이 잘 반사된다. 따라서 직선 주로에선 큰 문제가 없지만, 곡선 주로에서는 엄청난 소음이 나게 된다. 심지어 소음 수치가 무려 93데시벨에 가까운 곡선 구간도 있다.

- 극심한 소음 문제를 해결하기 위해서, 부산교통공사는 서면~금련산 구간의 개통 이후 반입된 열차에 통유리 이중창을 사용했다.

## 특이 사항

### 영화 속 등장
2호선 2차 도입분 246편성은 2003년 영화 튜브에서 테러리스트 (박상민)의 테러 타겟이 된 전동차로 등장했으며, 7호선 1차 도입분 703편성과 흡사하게 스티커를 붙여서 촬영을 했다.

## 같이 보기
- 부산교통공사
- 부산 도시철도 2호선
- 부산교통공사 1000호대 전동차
- 부산교통공사 3000호대 전동차